# 解剖学方位

由于人类和其它动物的解剖构造存在差异，造成站立姿态不同，必须根据“神经轴走向”和“有脊椎或无脊椎”两考量，使用不同的参照系及术语。如上图为二足动物（人类）及四足动物的神经轴参照系；有些通用的方位术语可能会指向不同的机体方位。

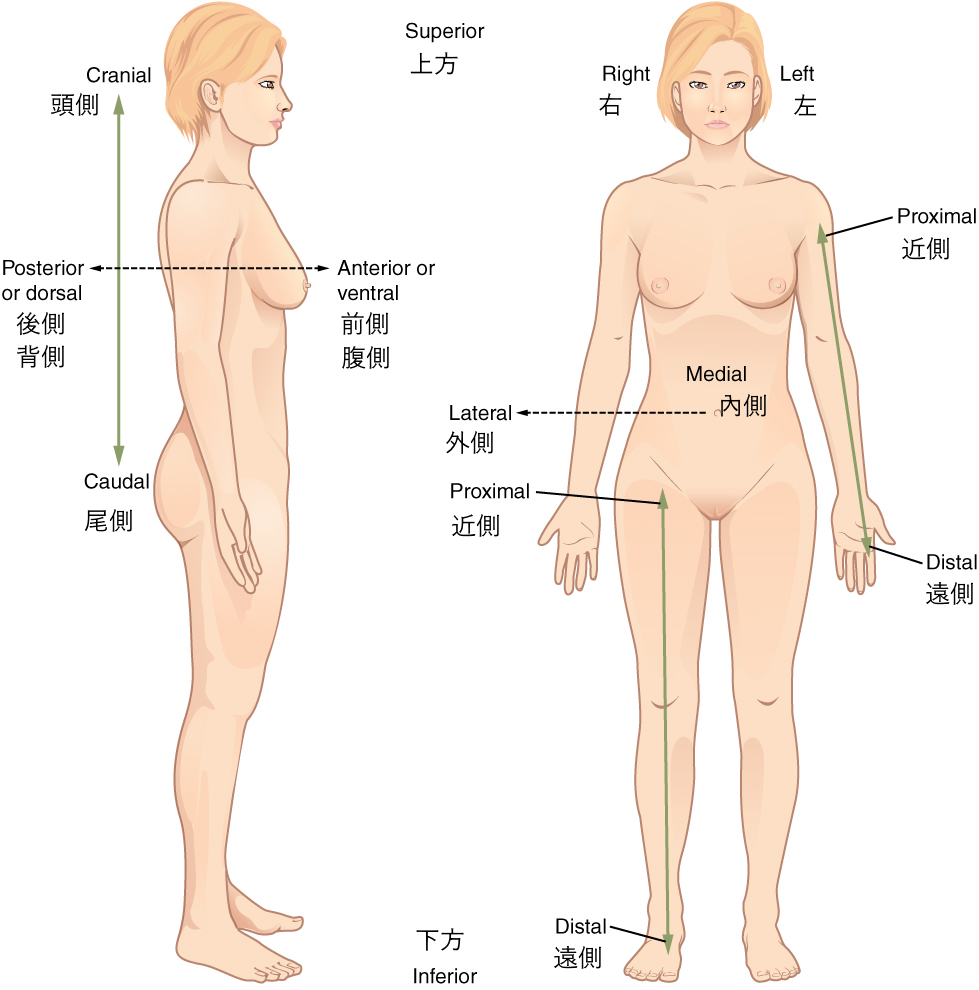
人體解剖學的標準姿勢及標準方位

解剖學方位（anatomical location）是解剖學中用來描述動物器官的相對位置、以及運動方向的標準。解剖學方位術語（anatomical terms of location）的使用，在人體解剖學中通常是以垂直站立、雙臂垂置於身體兩側且掌面外翻向前的標準解剖姿勢为准。

## 相对方位
根据标准解剖姿势为参照的相对方位术语：
- 上（superior，或前缀supra-）：靠近上方的。
  - 在描述四肢时，指近侧；
  - 在描述脚掌时，指脚背侧。
- 下（inferior，或前缀infra-）：靠近下方的。
  - 在描述四肢时，指远侧；
  - 在描述脚掌时，指脚底侧（plantar）。
- 前（anterior，或前缀antero-）：靠近其面对方向的。
  - 在讲述手掌时，指掌心侧（palmar）。
- 后（posterior，或前缀retro-/postero-）：靠近其背对方向的。
  - 在讲述手掌时，指掌背侧。

根据体型呈现的胚胎结构（无论姿态）为参照的方位术语：
- 头端（cranial）：靠近颅骨方向的。
  - 在描述非人类动物时，则使用吻端（rostral）一词，指靠近吻突的方向。
- 尾端（caudal）：靠近尾骨方向的。
- 中侧（medial）：也称里侧或内侧，指靠近正中矢狀面的。
  - 在描述前臂时，也称作尺侧（ulnar）；
  - 在描述小腿时，也称作胫侧（tibial）。
- 旁侧（lateral）：也称外侧，指远离正中矢状面的
  - 在描述前臂时，也称作桡侧（radial）；
  - 在描述小腿时，也称作腓侧（fibular或peroneal）。
- 腹侧（ventral）：靠近其腹部一侧的，延伸指更靠近下胚层的一侧。
- 背侧（dorsal）：靠近其背部一侧的，延伸指更靠近上胚层的一侧。

描述某一部位或器官时，还有：
- 近端（proximal）：靠近其与系统主体的连接点（起始点）的一侧。
  - 在描述四肢时，指靠近軀幹的部分。
- 遠端（distal）：远离其与系统主体的连接点（起始点）的一侧。
  - 在描述四肢时，指遠離軀幹的部分。
- 内侧（inner，或前缀intra-）：靠近内腔的。
- 外侧（outer，或前缀extra-）：远离内腔的。
- 浅侧（superficial，或前缀epi-）：靠近身体表面的。
- 深侧（deep，或前缀sub-）：远离身体表面的。

在描述与神经系统或循环系统功能相对应的结构时，还有：
- 中央（central）：也称中枢，指靠近功能主体（脑和脊髓、心脏和大血管）的区域。
- 周围（peripheral）：也称外围、外周或周边，指远离功能主体的区域。
- 传入（afferent）：也称流入或上行，指向着中央区域传动。
- 传出（efferent）：也称流出或下行，指向着周围区域传动。

## 体轴

人体的三维解剖学轴向（体轴、解剖轴）

人體的解剖切面：矢狀面、橫斷面、冠狀面

人体可依标准解剖姿势在三维空间中的三个笛卡尔坐标系坐标轴来描述，分成三个垂直相交的体轴（或称解剖轴）：
- 垂直轴（vertical axis）：也称纵轴（longitudinal axis）或头尾轴（craniocaudal axis），上自头端下至尾端贯穿身体，并与地平面相垂直的轴线。
- 矢状轴（sagittal axis）：也称前后轴（anteroposterior axis），从腹侧至背侧贯穿身体，并与垂直轴直角交叉的轴线。
- 冠状轴（coronal axis）：也称横轴（transverse axis）、左右轴（left-right axis[1]）、内外轴（medial-lateral axis[2]）或前断轴[需明示出處]（frontal axis），左右方向与水平面平行贯穿身体，并与垂直轴、矢状轴均直角交叉的轴线。

沿着各个体轴可以产生与之垂直的截面，分别是
- 横断面（英语：transverse plane）：也称水平面（horizontal plane），在医学影像学中常称轴断面[3]（axial plane），与垂直轴呈直角，与矢状轴、冠状轴和地平面平行。
- 冠状面（coronal plane）：也称前断面[需明示出處]（frontal plane），与矢状轴呈直角，与垂直轴和冠状轴平行。
- 矢状面（sagittal plane）：也称纵断面（longitudinal plane）， 与冠状轴呈直角，与垂直轴和矢状轴平行。恰好位于中央垂直轴的矢状面称为正中矢状面（midsagittal plane）或中截面[需明示出處]（median plane），会将整个人体分为左右对称的两半。